# بابو نیمال
بابو نیمال (انگلیسی: Baboo Nimal; ۱۵ مارس ۱۹۰۸ – ۲۱ فوریهٔ ۱۹۹۸) بازیکن هاکی روی چمن اهل هند بود.
وی به‌همراه تیم ملی هاکی روی چمن مردان هند به قهرمانی بازی‌های المپیک تابستانی ۱۹۳۶ دست پیدا کرده‌است.